# Hapalorchis piesikii
Hapalorchis piesikii är en orkidéart som beskrevs av Dariusz Lucjan Szlachetko och Piotr Rutkowski. Hapalorchis piesikii ingår i släktet Hapalorchis och familjen orkidéer.
Artens utbredningsområde är Colombia. Inga underarter finns listade i Catalogue of Life.